# Gerd-Volker Schock
Gerd-Volker Schock (Bad Schwartau, 8 aprile 1950) è un allenatore di calcio ed ex calciatore tedesco, di ruolo attaccante.

## Carriera

### Giocatore
Con 116 reti segnate in Zweite Bundesliga si piazza al settimo posto nella graduatoria dei migliori marcatori del torneo.

## Palmarès

### Giocatore

#### Competizioni nazionali
- Campionato tedesco di seconda divisione: 1

Arminia Bielefeld: 1979-1980 (girone nord)